# HD94480
HD94480 — хімічно пекулярна зоря спектрального класу A5, що має видиму зоряну величину в смузі V приблизно  6,2.
Вона  розташована на відстані близько 405,7 світлових років від Сонця.

## Фізичні характеристики
Зоря HD94480 обертається 
досить швидко 
навколо своєї осі. Проєкція її екваторіальної швидкості на промінь зору становить  Vsin(i)=149км/сек.